# Susanne Gossick
Susanne „Sue” Gossick (ur. 12 listopada 1947 w Chicago) – amerykańska skoczkini do wody, złota medalistka olimpijska z Meksyku.
Brała udział w dwóch igrzyskach olimpijskich (IO 64, IO 68). W 1964 zajęła czwarte miejsce, a w 1968 zdobyła złoto w skokach z trampoliny trzymetrowej, wyprzedzając Tamarę Pogożewą i swoją rodaczkę Kealę O’Sullivan. W tej konkurencji zwyciężyła na igrzyskach panamerykańskich w 1967. 
W 1988 została przyjęta do International Swimming Hall of Fame.